# Jason Cummings
Jason Cummings (Edimburgo, 1 de agosto de 1995) es un futbolista británico, nacionalizado australiano, que juega en la demarcación de delantero para el Mohun Bagan Super Giant de la Superliga de India.

## Selección nacional
Tras jugar con la selección de fútbol sub-19 de Escocia y la sub-21, finalmente debutó con la selección absoluta el 9 de noviembre de 2017 en un partido amistoso contra Países Bajos, encuentro que finalizó con un resultado de 0-1 a favor del combinado neerlandés tras el gol de Memphis Depay. Tras nacionalizarse australiano, debutó con la selección de fútbol de Australia el 27 de enero de 2022 contra Nueva Zelanda en un encuentro de amistoso que finalizó con un resultado de 0-2 a favor del combinado australiano. En 2022 fue convocado por el seleccionador Graham Arnold para disputar la Copa Mundial de Fútbol de 2022 con la selección de fútbol de Australia.

### Goles internacionales
| # | Fecha                    | Estadio                            | Oponente      | Gol | Resultado | Competición |
| - | ------------------------ | ---------------------------------- | ------------- | --- | --------- | ----------- |
| 1 | 25 de septiembre de 2022 | Eden Park, Auckland, Nueva Zelanda | Nueva Zelanda | 0-2 | 0–2       | Amistoso    |

## Clubes
| Club                         | País       | Año       | Partidos | Goles |
| ---------------------------- | ---------- | --------- | -------- | ----- |
| Hibernian F. C.              | Escocia    | 2013-2017 | 150      | 55    |
| Nottingham Forest F. C.      | Inglaterra | 2017-2018 | 17       | 4     |
| Rangers F. C.                | Escocia    | 2018      | 18       | 6     |
| Peterborough United F. C.    | Escocia    | 2018-2019 | 29       | 8     |
| Luton Town F. C.             | Inglaterra | 2019      | 5        | 1     |
| Shrewsbury Town F. C.        | Inglaterra | 2019-2021 | 48       | 10    |
| Dundee F. C.                 | Escocia    | 2021-2022 | 36       | 14    |
| Central Coast Mariners F. C. | Australia  | 2022-2023 | 50       | 31    |
| Mohun Bagan Super Giant      | India      | 2023-     | 48       | 24    |

## Palmarés

### Títulos nacionales
| Título          | Club                         | País      | Año  |
| --------------- | ---------------------------- | --------- | ---- |
| Copa de Escocia | Hibernian F. C.              | Escocia   | 2016 |
| A-League        | Central Coast Mariners F. C. | Australia | 2023 |